# Liste des gravures et lithographies de Jean Le Moal
La liste des gravures et lithographies de Jean Le Moal couvre l'activité de Jean Le Moal comme graveur et lithographe de 1943 à 1986.  

## Historique
Jean Le Moal, peintre essentiellement coloriste, réalise entre 1948 et 1951, sur les conseils de son ami Henri-Georges Adam lui aussi membre fondateur du Salon de mai, une série de gravures en taille-douce toutes tirées en noir et blanc. Ayant recours à divers procédés (burin, aquatinte, eau-forte) et parfois les conjuguant, elles entretiennent de nombreuses relations avec les œuvres que peint Le Moal dans les mêmes années. 
Dans les premières de ces gravures le burin accentue les trames qui animaient ses dessins à l'encre datant des années précédentes, les dernières participent dans leurs rythmes ascendants de l'orientation non-figurative dans laquelle s'engage l'artiste.
À partir de 1952 Jean Le Moal se tourne vers la lithographie en couleurs mais revient sporadiquement à la gravure au long des années 1960, puis en 1986 pour plusieurs œuvres accompagnant, sur le même thème, l'édition d'un album de ses dessins de Nus datant essentiellement des années 1930.  

## Liste des gravures de Jean Le Moal
- 1943

Sans titre, gravure sur bois, 14 × 14 cm
- 1948

Le Port ou Construction, burin, 6 × 8,5 cm, 30 exemplaires
Collections publiques : Paris, Bibliothèque nationale de France; Rennes, Musée des Beaux-Arts de Rennes, n° 11/30 ; Vannes, La Cohue - Musée des Beaux-Arts de Vannes, n° 25/30 
Le Poisson ou Poisson sur la plage, burin, 5,4 × 8,9 cm, 35 exemplaires
Collections publiques : Issoudun, Musée de l'Hospice Saint-Roch,  n° 12/35 ; Paris, Bibliothèque nationale de France ; Rennes, Musée des Beaux-Arts de Rennes, n° 14/35 ; Vannes, La Cohue - Musée des Beaux-Arts de Vannes, n° 24/35 
Les deux Croix, burin,8 × 14,8 cm, 30 exemplaires
Collections publiques : Musée d'art et d'histoire de Meudon ; Paris, Bibliothèque nationale de France ; Rennes, Musée des Beaux-Arts de Rennes, n° 17/30 ; La Cohue - Musée des Beaux-Arts de Vannes, épreuve d'artiste
Cœur, trèfle et pique, burin, 5,5 × 9 cm, 30 exemplaires, tirage pour Art d'aujourd'hui, « La gravure de 1900 à 1950 », n° 9, avril 1950
Fossiles marins, eau-forte, 9,9 × 13,9 cm, 30 exemplaires
Collections publiques : Issoudun, Musée de l'Hospice Saint-Roch, n° 16/30 ; La Cohue - Musée des Beaux-Arts de Vannes, n° 18/30
Poissons, burin, 10 × 10 cm
- 1949

Paysage lunaire, burin et aquatinte, 16,8 × 17,4 cm, 30 exemplaires
Collections publiques : Issoudun, Musée de l'Hospice Saint-Roch, n° 18/30; Musée d'art et d'histoire de Meudon ;  Paris, Bibliothèque nationale de France ; Rennes, Musée des Beaux-Arts de Rennes, n° 17/30 ; La Cohue - Musée des Beaux-Arts de Vannes, n° 19/30
Printemps, burin, 13,5 × 8,6 cm, 25 exemplaires
Collections publiques : Issoudun, Musée de l'Hospice Saint-Roch,  n° 14/25 ; Paris, Bibliothèque nationale de France ; Rennes, Musée des Beaux-Arts de Rennes, n° 18/25 ; La Cohue - Musée des Beaux-Arts de Vannes, n° 21/25
Anne, burin, 7,3 × 7,3 cm, 25 exemplaires
Collections publiques : Issoudun, Musée de l'Hospice Saint-Roch, n° 15/25 ; Paris, Bibliothèque Nationale de France ; Rennes, Musée des Beaux-Arts de Rennes, n° 18/25 ; Vannes, La Cohue - Musée des Beaux-Arts de Vannes, n° 22/25
Arbres de Noël, burin et aquatinte, 11,6 × 11,4 cm, 35 exemplaires
Collections publiques : Issoudun, Musée de l'Hospice Saint-Roch, n° 28/35 ; Paris, Bibliothèque Nationale de France ; Rennes, Musée des Beaux-Arts de Rennes, n° 28/35 ; Vannes, La Cohue - Musée des Beaux-Arts de Vannes, n° 30/35
Archéologie orientale, eau-forte, 17,8 × 8,5 cm, 25 exemplaires
Collections publiques : Metz, Musée de la Cour d'Or - Metz Métropole, n° 14/25 ; Paris, Bibliothèque Nationale de France ; Rennes, Musée des Beaux-Arts de Rennes, épreuve d'artiste ; Saint-Étienne, Musée d'art moderne et contemporain de Saint-Étienne ; Vannes, La Cohue - Musée des Beaux-Arts de Vannes, n° 11/25
Paysage d’hiver ou Soleil d'hiver, burin, 10,9 × 14,7 cm, 30 exemplaires
Collections publiques : Issoudun, Musée de l'Hospice Saint-Roch, n° 23/30 ; Paris, Bibliothèque Nationale de France ; Rennes, Musée des Beaux-Arts de Rennes, n° 21/30 ; Vannes, La Cohue - Musée des Beaux-Arts de Vannes, n° 26/30)
Archéologie, burin, 17 × 7,9 cm, 30 exemplaires
Collections publiques : Issoudun, Musée de l'Hospice Saint-Roch, n° 11/30 ; Vannes, La Cohue - Musée des Beaux-Arts de Vannes, n° 9/30
Signes et fossiles, eau-forte, 12,4 × 9,5 cm, 30 exemplaires
Collections publiques : Issoudun, Musée de l'Hospice Saint-Roch, n° 10/30 ; Musée des Beaux-Arts de Rennes, n° 14/30 ; Vannes, La Cohue - Musée des Beaux-Arts de Vannes, n° 12/30
- 1950

Instruments de la Passion, burin et aquatinte, 18 × 17,8 cm, 25 exemplaires
Collections publiques : Issoudun, Musée de l'Hospice Saint-Roch ; Vannes, La Cohue - Musée des Beaux-Arts de Vannes, n° 5/25
- 1951

L’oiseau, burin, 9,9 × 9,9 cm, 30 exemplaires
Collections publiques : Issoudun, Musée de l'Hospice Saint-Roch, n° 26/35 ; Metz, Musée de la Cour d'Or - Metz Métropole, n° 16/30 ; Meudon, Musée d'Art et d'Histoire de la Ville de Meudon, n°17/30 ; Paris, Bibliothèque Nationale de France ; Rennes, Musée des Beaux-Arts de Rennes, n° 25/35 ; Vannes, La Cohue - Musée des Beaux-Arts de Vannes, épreuve d'artiste
Jardin ou Dans le jardin ou Dans un jardin,  burin et aquatinte, 17,8 × 5,9 cm, 30 exemplaires
Collections publiques : Issoudun, Musée de l'Hospice Saint-Roch, n° 34/35 ; Meudon, Musée d'Art et d'Histoire de la Ville de Meudon ; Paris, Bibliothèque Nationale de France ; Rennes, Musée des Beaux-Arts de Rennes, n° 24/30 ; Vannes, La Cohue - Musée des Beaux-Arts de Vannes, n° 2/30
La Croix nocturne, burin et aquatinte, 9 × 13,8 cm, 30 exemplaires
Collections publiques : Issoudun, Musée de l'Hospice Saint-Roch,  n° 5/30 ; Rennes, Musée des Beaux-Arts de Rennes, n° 17/30 ; Saint-Étienne, Musée d'art moderne et contemporain de Saint-Étienne ; Vannes, La Cohue - Musée des Beaux-Arts de Vannes, n° 25/30
Le Blé, eau-forte, 13,5 × 12,4 cm, 25 exemplaires
Collections publiques : Metz, Musée de la Cour d'Or - Metz Métropole, épreuve d'artiste ; Rennes, Musée des Beaux-Arts de Rennes, n° 3/25 ; Vannes, La Cohue - Musée des Beaux-Arts de Vannes, n° 2/25
Composition, burin, 19,9 × 13,3 cm, 20 exemplaires
Collections publiques : Issoudun, Musée de l'Hospice Saint-Roch, n° 17/20 ; Vannes, La Cohue - Musée des Beaux-Arts de Vannes, n° 11/20
Cathédrale, vers 1951, burin, 20 × 13,5 cm
- 1960

Sans titre, vers 1960, pointe sèche et eau-forte, 12 × 9,5 cm
- 1961

Sans titre ou Alba ou Ardèche, 1961, gravure en couleurs, 26 × 34 cm, 75 exemplaires
Sans titre, vers 1961, 36,2 × 39,7 cm (bon à tirer, tirage inconnu)
- 1962

Sans titre, 1962, eau-forte, 9 × 9 cm, 35 exemplaires
Sans titre, 1962, 6 × 9,5 cm, 10 exemplaires
Sans titre, 1962, tirage 1992, burin
Sans titre, vers 1962, pointe sèche et eau-forte, 7 × 10 cm
- 1963

Sans titre, 1963,  pointe sèche et eau-forte,6 × 9,5 cm, 40 exemplaires
- 1968

Sans titre, 1968, pointe sèche, 6 × 9 cm, 25 exemplaires
- 1969

Sans titre, pointe sèche et eau-forte, 6 × 8,5 cm, 20 exemplaires
- 1970

Sans titre, 1970, burin, 12 × 9 cm, 70 exemplaires
- 1986

Nu (torse), diamant, 1986, 12 × 9 cm
Nu (Femme courant, face), 1986, diamant, 20,5 × 16 cm, 10 exemplaires
Nu (Femme courant, profil), 1986, diamant, 26,5 × 14 cm, 20 exemplaires
Nu, 1986, burin et aquatinte, 18,5 × 15 cm, 50 exemplaires
Nu (au bracelet), 1986, burin et aquatinte, 18 × 13 cm, 15 exemplaires

## Liste des lithographies de Jean Le Moal
- 1952

Le Poisson, 1952, 38,2 × 56,7 cm, 200 exemplaires, Paris, Guilde de la Gravure
Collections publiques : Musée de Soissons; Bibliothèque nationale de France, Richelieu; Galerie d'art de Nouvelle-Galles du Sud, Sidney, Australie, n° 85/200; Museum of Modern Art, New York
- 1953

Bateaux, 1953, 38,2 × 56,5 cm, 220 exemplaires, Paris, Guilde de la Gravure
Collections publiques : Musée de la Cour d'Or, Metz; Bibliothèque nationale de France, Richelieu
- 1956

Ramures (bleu-vert-rose), 1956, 31 × 24 cm, 220 exemplaires, Paris, Galerie de France
Collection publique : Musée d'Art moderne et contemporain de Saint-Étienne Métropole
Ramures (bleu-vert-jaune), 1956, 31 × 24 cm, 220 exemplaires, Paris, Galerie de France
Collections publiques : Musée des Beaux-Arts de Rennes, n° 39/50; Bibliothèque nationale de France, Richelieu
- 1957

Automne, 1957, 60 × 44 cm, 140 exemplaires, Zurich, L'œuvre gravée (Nesto Jacometti)
Collections publiques : Bibliothèque nationale de France, Richelieu; Musée d'Histoire et d'art de Luxembourg, n° 73/140; International Centre of Graphic Arts, Ljubljana, Slovénie
- 1958

Printemps I, 1958, 42 × 62 cm, 150 exemplaires, Zurich, L'œuvre gravée
Collection publique : International Centre of Graphic Arts, Ljubljana, Slovénie
- 1959

Printemps II, 1959, 44 × 58 cm, 140 exemplaires, Zurich, L'œuvre gravée 
Collection publique : Bibliothèque nationale de France, Richelieu;
Hiver, 1959, 62 × 48 cm, 140 exemplaires, Zurich, L'œuvre gravée  
Collections publiques : Bibliothèque nationale de France, Richelieu; International Centre of Graphic Arts, Ljubljana, Slovénie
Flore, 1959, 34 × 38,5 cm, 250 exemplaires, Galerie de France
- 1963

Paysage, 1963, 10 × 37,5 cm, 50 exemplaires
- 1964

La mer ou Soleil, 1964, 48 × 38 cm, 50 exemplaires, Zurich, L'œuvre gravée
Sans titre, 1964, 60 × 47 cm, 10 exemplaires
- 1966

Sans titre, 1966, 19 × 26 cm, 70 exemplaires
- 1970

Affiche de l'exposition Jean Le Moal, 1970, Musée des Beaux-Arts de Rennes